# حزب المحافظين الأستراليين
تشكل المحافظون الأستراليون في شهر يوليو من عام 2016 كجماعة سياسية ناشطة ومحافظة في أستراليا وكحزب سياسي في شهر فبراير من عام 2017. كان الحزب تحت قيادة كوري بيرناردي الذي كان قد انتُخب لمجلس الشيوخ عن الحزب الليبرالي، إلا أنه تقدم باستقالته مشيرًا إلى خلافات مع التحالف الوطني الليبرالي حول سياساته ومع قائده مالكولم تورنبول.
انضم حزب العائلة أولًا وعضواه البرلمانيان عن الولايات، دينيس هود وروبرت بروكينشير واندمجوا بالمحافظين الأستراليين في شهر أبريل من عام 2017. لم يُنتخب بروكينشير مجددًا في انتخابات الولاية لعام 2018، وترك هود المحافظين لينضم إلى الحزب الليبرالي في 26 من شهر مارس من عام 2018، مما جعل بيرناردي العضو الوحيد المتبقي في البرلمان الفيدرالي، الذي استمرت ولايته في مجلس الشيوخ حتى 30 يونيو من عام 2022. في شهر سبتمبر من عام 2017، وافق قادة الفرع الفيكتوري من حزب المسيحيين الأستراليين على دمج الفرع الفيكتوري مع المحافظين. 
في 20 من شهر يونيو من عام 2019، أعلن بيرناردي أنه سيلغي تسجيل الحزب بعد إعادة انتخاب ائتلاف حكومة موريسون في الانتخابات الفيدرالية الأسترالية لعام 2019، مشيرًا إلى الافتقار إلى النجاح السياسي وضعف الموقع المالي. ألغي تسجيل الحزب في 25 يونيو من عام 2019.

## التاريخ

### تجمع الناشطين
تأسست جماعة المحافظون الأستراليون من قبل عضو مجلس الشيوخ بيرناردي كجماعة سياسية ناشطة ومحافظة في 6 يوليو من عام 2016. أعلن بيرناردي تأسيس الجماعة على مدونته الشخصية بصفتها «حركة» محافظة لل «مساعدة في تغيير السياسة ولمنح الحس السليم صوتًا موحدًا». أشار بيرناردي إلى نتائج الانتخابات الفيدرالية لعام 2016 كحافز وراء تأسيس الجماعة، وذكر أن «ما يزيد عن 1.7 مليون صوت منحت ليمين الوسط أو الأحزاب المحافظة لا إلى الليبراليين»، وأن «المهمة الواضحة الآن هي توحيد الشعب لخير البلاد». بالرغم من التخمينات الحديثة في وسائل الإعلام عند تأسيسه للجماعة، بعد تعبيرات علنية عديدة عن الخيبة من الليبراليين وسياساتهم وقائدهم مالكولم تورنبول، ذكر أن تأسيس الجماعة لا يشير إلى أي ابتعاد عن الليبراليين، الذين كان يمثلهم كعضو في مجلس الشيوخ، وأن النية من تأسيس الجماعة كانت «جعل الليبراليين أكثر قوة». وفي غضون شهر، وصل عدد الاشتراكات في النشرة الإعلانية الإلكترونية للجماعة إلى أكثر من 50 ألف اشتراك. 
كان عضو البرلمان عن الحزب الوطني الليبرالي عن كوينزلاند جورج كريستنسن أحد أوائل أعضاء ائتلاف البرلمان الذين دعموا بيرناردي والمحافظين الأستراليين، مع سخطه هو أيضًا على نتائج الانتخابات. وعلى الرغم من ذلك، لمح بيرناردي، الذي غالبًا ما كان يخالف سياسة الائتلاف وينتقد الحكومة، من جهة أخرى في الأشهر اللاحقة إلى مناظرة قانون التمييز العنصري بشكل خاص، ولا سيما البند رقم 18. في أواخر شهر ديسمبر من عام 2016، عقد بيرناردي اجتماعات مثيرة للجدل مع أعضاء الحملة الانتخابية الرئاسية الأمريكية لدونالد ترامب، وقد زُعم أن ذلك كان تحضيرًا لتشكيل حزب منفصل مع استمرار السخط على الحزب وسياساته، وفي حين أنه امتنع عن التعليق على التخمينات المتجددة حول أنه سينشق، قوبل باستقبال سلبي من زملائه الرفاق في الحزب، ومن بينهم رئيس الوزراء الأسبق والزعيم الليبرالي توني آبوت.

## تأسيس الحزب
في 7 فبراير من عام 2017، أعلن بيرناردي استقالته من تكتل الليبراليين عبر خطاب ألقاه في مجلس الشيوخ، واختار دعم المحافظين الأستراليين كحزب سياسي، وأن يجلس ضمن أقلية مجلس الشيوخ كزعيم لهم. في خطابه، ادعى بيرناردي أن «مستوى الخيبة بالأحزاب الكبرى وانعدام الثقة في عمليتنا السياسية والقلق حول مسار أمتنا شديد للغاية»، وبرر تأسيس المحافظين كحزب سياسي ب «الحاجة إلى إيجاد طريق أفضل». وأشار بيرناردي أيضًا كدليل على ذلك إلى بروز الأحزاب المحافظة وصعودها مثل حزب أمة واحدة الذي ترأسه باولين هانسون. على الرغم من أن السخط على قيادة الائتلاف كان يتشاركه العديد من البرلمانيين، رفض العديد من الأعضاء البرلمانيين منذ ذلك الحين الانضمام إلى المحافظين الأستراليين، وانتقد معظمهم بيرناردي انتقادات لاذعة، ووصف البعض خطوته بأنها «خيانة». وصف توني باسين، بشكل خاص، خطوة بيرناردي بأنها غير مفاجئة «نظرًا إلى الطريقة التي يعامَل بها المحافظون من جنوب أستراليا من قبل قيادة الليبراليين».
في 7 أبريل من عام 2017، انضم إلى الحزب كيرالي سميث، وهو مرشح أسبق لتحالف الحرية الأسترالي وعضو في جمعية كيو الأسترالية ومرشح لمجلس الشيوخ عن نيو ساوث ويلز في عام 2016.